# Heliconius congener
Heliconius congener är en fjärilsart som beskrevs av Gustav Weymer och Maasen 1890. Heliconius congener ingår i släktet Heliconius och familjen praktfjärilar. Inga underarter finns listade i Catalogue of Life.